# Jeffrey Osborne
Jeffrey Linton Osborne (Providence, 9 marzo 1948) è un cantante e paroliere statunitense.

## Biografia
Nacque a Providence in una famiglia di musicisti, ultimo di 12 figli.
Iniziò la carriera musicale nel 1969 con un gruppo di musica funk chiamato Love Men Ltd, all'interno del quale passò da batterista a cantante principale.
Dopo 10 anni con la band, iniziò la sua carriera da solista.
Fra i suoi vari album e successi troviamo anche la sua partecipazione nel singolo We Are the World di Michael Jackson e Lionel Richie.
Tra i brani più noti da lui scritti figurano invece On the Wings of Love (1982) e All at Once, portata al successo da Whitney Houston nel 1985.

## Discografia

### Album
- 1982: Jeffrey Osborne (A&M) - US Pop #49, US R&B #3
- 1983: Stay with Me Tonight (A&M) - US Pop #25, US R&B #3, UK #56
- 1984: Don't Stop (A&M) - US Pop #39, US R&B #7, UK #59
- 1986: Emotional (A&M) - US Pop #27, US R&B #5
- 1988: One Love: One Dream (A&M) - US Pop #86, US R&B #12
- 1990: Only Human (Arista) - US Pop #95, US R&B #9
- 1997: Something Warm for Christmas (A&M) - US R&B #86
- 1999: Ultimate Collection (Hip-O)
- 2000: That's for Sure (Private Music) - US Pop #191, US R&B #50
- 2003: Music Is Life (Koch) - US R&B #50
- 2005: From the Soul (Koch) - US R&B #72
- 2013: A Time for Love
- 2018: Worth It All  (Mack Avenue Records)